# Walter Pape

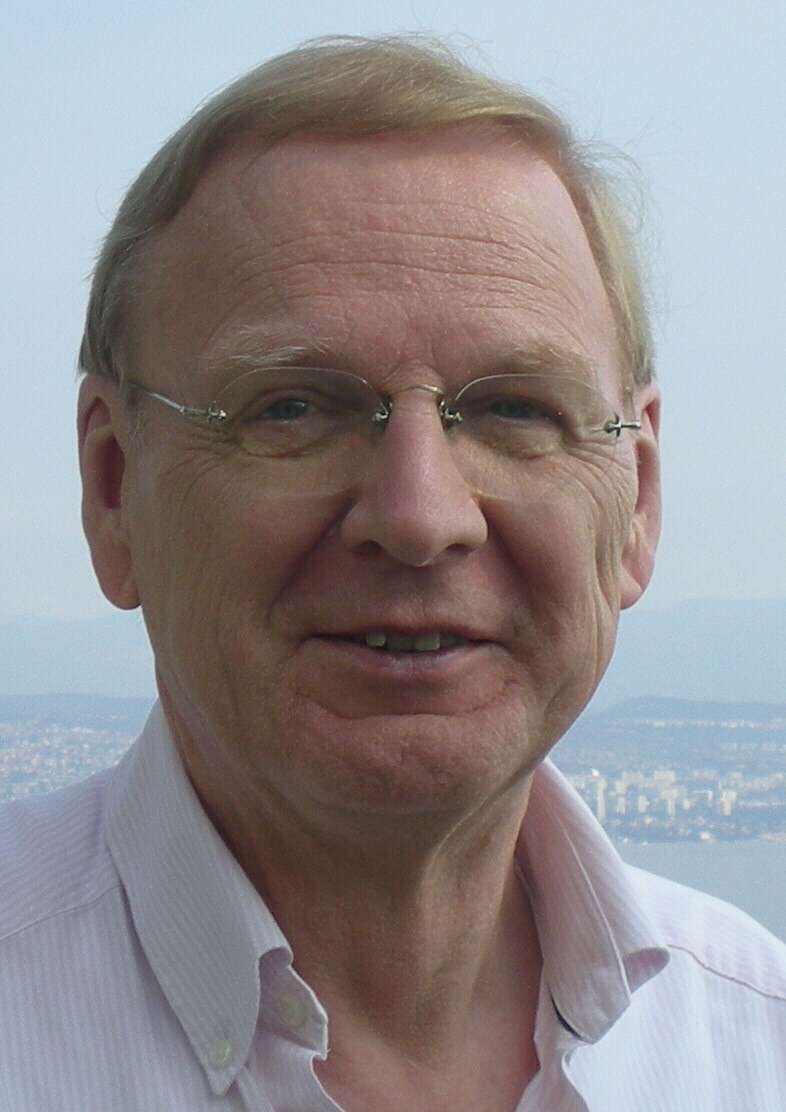
Walter Pape

Walter Pape (* 18. Februar 1945 in Burg bei Magdeburg) ist ein deutscher Germanist und Professor für Neuere Deutsche Literaturwissenschaft an der Universität zu Köln.

## Leben und Wirken
Walter Pape studierte Germanistik, Anglistik und Politische Wissenschaft in Heidelberg und Köln; Promotion 1972, Habilitation 1980. Seit 1988 ist er Universitätsprofessor in Köln. Von 1997 bis 2003 war er Dekan der Philosophischen Fakultät, von 2003 bis 2005 Prodekan und Senator der Philosophischen Fakultät. Von 2005 bis 2011 war er Leiter des Zentrums für Internationale Beziehungen und von 2009 bis 2011 Prodekan für Internationale Beziehungen und Öffentlichkeitsarbeit. Einladungen zu Gast- und Forschungsprofessuren und zu Vorträgen führten Pape in die USA, nach Cambridge, Oxford, London, Norwich, Prag, Zagreb u. a. m.
Seit 1999 ist er Rektoratsbeauftragter für die Universitätspartnerschaft der Universität zu Köln mit der Karls-Universität Prag, von 2010 bis 2014 war er Beauftragter für die Partnerschaften mit Universitäten der VR China.
Im April 2010 wurde ihm die Ehrendoktorwürde der Karls-Universität Prag verliehen, 2012 die Guest Professorship der School of Foreign Languages, Sun Yat-sen University, Guangzhou, VR China.
Seit 1985 ist er Mitglied des Stiftungsrates des Kasseler Literaturpreises für grotesken Humor, seit 1996 dessen Vorsitzender. Von 1999 bis 2021 war er Präsident der Internationalen Arnim-Gesellschaft und seit 2017 ist er Vizepräsident der Internationalen Nestroy-Gesellschaft.

## Forschungsschwerpunkte
Zu seinen Forschungsgebieten gehören die Themenfelder Ästhetik in Aufklärung und Romantik, Kulturgeschichte der Metaphorik, Sprachspiel, Sprachphilosophie und Dichtung, Komödie und komische Literatur, Politische Lyrik. Von Autoren stehen Jeremias Gotthelf, Johann Nestroy und Thomas Bernhard im Mittelpunkt.

## Schriften

### Monographien und Sammelwerke
- Einsamkeit und Pilgerschaft: Figurationen und Inszenierungen in der Romantik. Hrsg. v. Antje Arnold, Walter Pape und Norbert Wichard. Berlin, Boston: de Gruyter 2020 (Schriften der Internationalen Arnim-Gesellschaft. 13).
- Mitteleuropa denken: Intellektuelle, Identitäten und Ideen. Der Kulturraum Mitteleuropa im 20. und 21. Jahrhundert. Hrsg. von Walter Pape und Jiří Šubrt. Berlin: de Gruyter 2019
- Romantik und Recht: Recht und Sprache, Rechtsfälle und Gerechtigkeit. Hrsg. von Antje Arnold und Walter Pape. Berlin: de Gruyter 2018 (Schriften der Internationalen Arnim-Gesellschaft. 12).
- Die alltägliche Romantik: Gewöhnliches und Phantastisches, Lebenswelt und Kunst. Hrsg. von Walter Pape unter Mitarb. von Roswitha Burwick. Berlin: de Gruyter 2016 (Schriften der Internationalen Arnim-Gesellschaft. 11).
- China und Europa: Sprache und Kultur, Werte und Recht. Hrsg. von Walter Pape, Susanne Preuschoff, Wei Yuqing und Zhao Jin. Berlin, Boston: de Gruyter 2014 (Chinese-Western Discourse. 2).
- Die Farben der Romantik. Physik, Physiologie, Kunst, Ästhetik. Hrsg. von Walter Pape. Berlin: de Gruyter 2014 (Schriften der Internationalen Arnim-Gesellschaft. 10).
- Emotionen in der Romantik. Repräsentation, Ästhetik, Inszenierung. Hrsg. von Antje Arnold und Walter Pape. Berlin: de Gruyter 2012 (Schriften der Internationalen Arnim-Gesellschaft. 9).
- Zehn Jahre Universitätspartnerschaft. Univerzita Karlova v Praze - Universität zu Köln. Kolloquium zur Universitäts- und Fachgeschichte. Köln: Universitäts- und Stadtbibliothek Köln 2011 (Elektronische Schriftenreihe der Universitäts- und Stadtbibliothek Köln. 3.)
- Raumkonfigurationen in der Romantik. Hrsg. von Walter Pape. Tübingen: Niemeyer 2009 (Schriften der Internationalen Arnim-Gesellschaft. 7).
- Romantische Metaphorik des Fließens. Körper, Seele, Poesie. Hrsg. von Walter Pape. Tübingen: Niemeyer 2007 (Schriften der Internationalen Arnim-Gesellschaft. 6). Reprint Berlin: de Gruyter 2012.
- A View in the Rear-Mirror. Romantic Aesthetics, Culture, and Science Seen from Today. Festschrift for Frederick Burwick on the Occasion of His Seventieth Birthday. Ed. by Walter Pape. Trier: wvt, Wissenschaftlicher Verlag Trier 2006 (Studien zur Englischen Romantik. N. F. 3).
- Das „Wunderhorn“ und die Heidelberger Romantik: Performanz, Mündlichkeit, Schriftlichkeit. Hrsg. von Walter Pape. Tübingen: Niemeyer 2005 (Schriften der Internationalen Arnim-Gesellschaft. 5). Reprint Berlin: de Gruyter 2011.
- Romantische Identitätskonstruktionen: Nation, Geschichte und (Auto-)Biographie. Glasgower Kolloquium der Internationalen Arnim-Gesellschaft. Hrsg. von Sheila Dickson und Walter Pape. Tübingen: Niemeyer 2003 (Schriften der Internationalen Arnim-Gesellschaft. 4). Reprint Berlin: de Gruyter 2012.
- Arnim und die Berliner Romantik. Kunst, Literatur und Politik. Berliner Kolloquium der Internationalen Arnim-Gesellschaft. Hrsg. von Walter Pape. Tübingen: Niemeyer 2001 (Schriften der Internationalen Arnim-Gesellschaft. 3). Reprint Berlin: de Gruyter 2011.
- Das Andere Essen. Kannibalismus als Motiv und Metapher in der Literatur. Herausgegeben von Daniel Fulda und Walter Pape. Freiburg i. Br.: Rombach 2001 (Rombach Wissenschaften. Reihe Litterae. 70).
- Germany and Eastern Europe: Cultural Identities and Cultural Differences. Ed. by Keith Bullivant, Geoffrey Giles, and Walter Pape. Amsterdam: Rodopi 1999 (Yearbook of European Studies. 13).
- Erzählkunst und Volkserziehung. Das literarische Werk des Jeremias Gotthelf. Hrsg. Von Walter Pape, Hellmut Thomke und Sylvia Serena Tschopp. Tübingen: Niemeyer 1999. Reprint Berlin: de Gruyter 2011.
- The Boydell Shakespeare Gallery. Edited by Walter Pape and Frederick Burwick in collaboration with the German Shakespeare Society. Bottrop: Peter Pomp 1996.
- Reflecting Senses: Appearance and Perception in Literature, Culture, and the Arts. Ed. by Walter Pape and Frederick Burwick. Berlin, New York: de Gruyter, 1995. Reprint 2011.
- 1870/71 – 1989/90: German Unifications and the Change of Literary Discourse. Ed. by Walter Pape. Berlin, New York: de Gruyter 1993 (European Cultures. 1). Reprint 2013.
- Aesthetic Illusion. Theoretical and Historical Approaches. Edited by Frederick Burwick and Walter Pape. Berlin, New York: de Gruyter 1990. Reprint 2012.
- Für Kinder geschrieben. Formen und Typen deutscher Kinderliteratur. Kurseinheit 1: Systematischer Teil. Kurseinheit 2: Historisch-typologischer Teil. Hagen: Fernuniversität-Gesamthochschule 1985.
- Das literarische Kinderbuch. Studien zur Entstehung und Typologie. Berlin, New York: de Gruyter 1981. Reprint 2015.
- Wilhelm Busch. Stuttgart: Metzler 1977 (Sammlung Metzler. 163).
- Joachim Ringelnatz. Parodie und Selbstparodie in Leben und Werk. Mit einer Joachim-Ringelnatz-Bibliographie und einem Verzeichnis seiner Briefe. Berlin, New York: de Gruyter 1974 (Quellen und Forschungen. N. F. 62).

### Editionen
- Joachim Ringelnatz: Gedichte und Prosa. Mit einem Nachwort, Anmerkungen und einer Zeittafel hrsg. von Walter Pape. Düsseldorf: Artemis & Winkler 2006 (Winkler Weltliteratur).
- Joachim Ringelnatz: Gedichte. Auswahl und Nachwort von Walter Pape. Stuttgart: Reclam 1998 (Universal-Bibliothek. 9701).
- Christine Brückner: Man darf mich beim Wort nehmen. Aufzeichnungen. Herausgegeben und mit einem Nachwort versehen von Walter Pape. Frankfurt a. M., Berlin: Ullstein 1996.
- Christine Brückner: Woher und wohin. Autobiographische Texte. Herausgegeben und mit einem Nachwort versehen von Walter Pape. Frankfurt a. M., Berlin: Ullstein 1995.
- Alfred Liede: Dichtung als Spiel. Studien zur Unsinnspoesie an den Grenzen der Sprache. 2. Auflage. Mit einem Nachtrag Parodie, ergänzender Auswahlbibliographie, Namenregister und einem Vorwort neu hrsg. von Walter Pape. Berlin, New York: de Gruyter 1992. 2. Aufl. Reprint 2011.
- August Heinrich Hoffmann von Fallersleben: Deutsche Gassenlieder. Deutsche Salonlieder. Mit einem Nachwort herausgegeben von Walter Pape. Braunschweig: Literarische Vereinigung Braunschweig 1992.
- Die Psalmen. Übersetzt von Moses Mendelssohn. Hrsg. von Walter Pape. Mit einem Nachwort von Walter Pape und Gideon Toury. Berlin: Henssel 1991. 2. Aufl. Zürich: Diogenes 1998.
- Joachim Ringelnatz: Briefe. Berlin: Henssel 1988. (Kritische und kommentierte Ausgabe.)
- Samuel Richardson: Äsopische Fabeln mit moralischen Lehren und Betrachtungen. Aus dem Englischen übertragen und mit einer Vorrede von Gotthold Ephraim Lessing. Hrsg. und mit einem Nachwort versehen von Walter Pape. Berlin: Henssel 1987. Neuauflage: Zürich: Diogenes 1999.
- Joachim Ringelnatz: Das Gesamtwerk in sieben Bänden. Berlin: Henssel 1982–1985. (Kritische und kommentierte Ausgabe.). 2., durchgesehene und erweiterte Aufl.: Zürich: Diogenes 1994. 2005 auch als Band 121 der Digitalen Bibliothek, Berlin: Directmedia 2005.